# 김해 선지사 불설대보부모은중경
김해 선지사 불설대보부모은중경(金海 仙地寺 佛說大報父母恩重經)은 대한민국 경상남도 김해시 선지사에 있는 목판본 불경이다. 2016년 2월 4일 경상남도의 문화재자료 제620호로 지정되었다.

## 개요
｢불설대보부모은중경(佛說大報父母恩重經)｣은 父母 특히 어머니의 恩惠를 禮讚하고 報恩의 道理를 가르치고 滅罪의 方法을 밝힌 佛陀의 經典으로, ‘父母恩重經’ 또는 ‘恩重經’이라고도 지칭되는 경전이다.
본서는 1책의 목판본(木板本)으로 표지서명(表紙書名)은 ‘父母恩重經’으로 확인된다. 권수제(卷首題)는 ‘佛說大報父母恩重經(불설대보부모은중경)’이며, 판심제(版心題)는 ‘恩’으로 확인된다.
제책(製冊)의 형태는 오침안선장본(五針眼線裝本)으로 되어 있다.
판식(版式)은 사주쌍변(四周雙變)에, 반곽(半郭)의 크기는 세로18.4cm에 가로14.5cm이며, 계선이 있고(有界), 10행(行) 18자(字)로 배열되어 있다.
이 책은 1책으로, 1686년이라는 명확한 간행 기록(刊記)과 간행장소 및 간행자를 확실하게 파악할 수 있고, 각수자와 시주자에 대한 내용도 확인된다. 본문의 인출 및 보관상태도 매우 양호한 책이다.
본서(本書)는 귀중본의 기준이 되는 임진왜란(1592)을 기점으로 보면, 임진왜란 이후인 1688년(조선 후기 중 전반기)에 간행되었고, 비록 자료의 일부에 훼손이 있기는 하지만, 명확한 간기와 자료의 보존 형태나 인쇄상태 등이 매우 양호하다.

## 참고 자료
- 김해 선지사 불설대보부모은중경 - 국가유산청 국가유산포털